# Oligostachyum scopulum
Oligostachyum scopulum är en gräsart som först beskrevs av Mcclure, och fick sitt nu gällande namn av Zheng Ping Wang och Guang Han Ye. Oligostachyum scopulum ingår i släktet Oligostachyum och familjen gräs. Inga underarter finns listade i Catalogue of Life.